# Friederich Franzl
Friederich Franzl (born 6 de març de 1905 - 1989) fou un futbolista austríac de la dècada de 1930.
Fou internacional amb Àustria, amb la qual participà en la Copa del Món de 1934. Pel que fa a clubs, fou jugador d'Admira Viena i Wiener Sport-Club.